# Tommy Newsom
Thomas Penn Newsom (Portsmouth, 25 de fevereiro de 1929 – 28 de abril de 2007) foi um saxofonista e compositor norte-americano.
Acompanhou em shows os músicos como Benny Goodman, Charlie Byrd, Woody Herman, Vincent Lopez e Louie Bellson.

## Discografia
- Tommy Newsom & His TV Jazz Stars (1990)
- I Remember You, Johnny (1996, a tribute to Johnny Mercer)
- The Feeling of Jazz w/ Ken Peplowski (1999 Arbors Records)
- Tommy Newsom is Afraid of Bees (2000)
- Friendly Fire (2001) (Arbors Records)